# Миголощи
Миголощи — деревня в Хвойнинском районе Новгородской области России. Административный центр Миголощского сельского поселения.

## История
На топографической карте Фёдора Шуберта, изданной в 1879 году, обозначена деревня Миголоши. Имела 19 дворов.

## География
Деревня расположена в южной части района. Находится на автодороге Хвойная — Боровичи на расстоянии 17,5 км от Хвойной. Через Миголощи протекает река Димовка.

## Улицы
Уличная сеть деревни представлена девятью улицами:
- улица Денисова
- улица Заречная
- улица Лесная
- улица Молодёжная
- улица Набережная
- улица Полевая
- улица Сосновая
- улица Торговая
- улица Школьная

## Население
| 2009 | 2010 |
| ---- | ---- |
| 307  | ↘296 |

В 2002 году население деревни составляло 337 человек.
Согласно результатам переписи 2002 года, в национальной структуре населения русские составляли 98 % от жителей.

## Достопримечательности
В деревне находится действующий храм во имя Иоанна Воина.